# Maria von Masowien

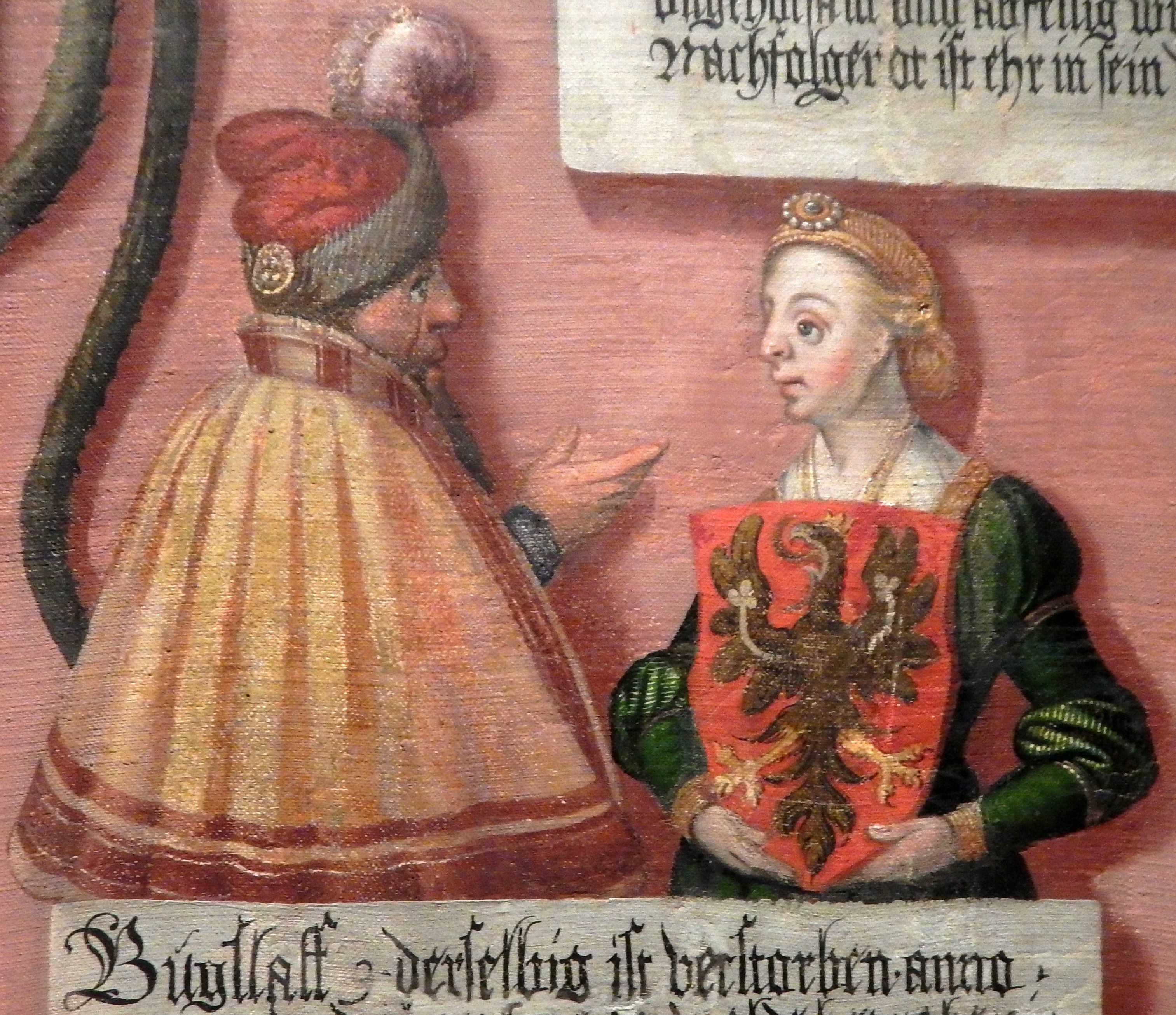
Maria mit Ehemann

Maria (poln. Maria; * zwischen 1408 und 1415; † 14. Februar 1454) war eine polnische Prinzessin und pommersche Fürstin. Sie entstammte dem Adelsgeschlecht der masowischen Piasten und heiratete in die Greifen ein.

## Leben
Maria war Tochter von Herzog Siemowit IV. von Masowien († 1426) und der litauischen Prinzessin Alexandra von Litauen. Ihr Ehemann verstarb 1446 und von 1446 bis 1449 führte sie die Regentschaft im Herzogtum Stolp. Sie wurde in der Schlosskirche von Stolp bestattet.

## Ehe und Familie
Um 1432 heiratete sie in Posen den pommerschen Fürsten Bogislaw IX., den Cousin des skandinavischen Königs Erik VII. Aus der Ehe gingen die Töchter Sophia von Pommern, der Ehefrau von Erich II., und Aleksandra von Stolp, der Verlobten von Albrecht Achilles, hervor. Weitere Töchter verstarben im Kindesalter.